# Егоровка (Николаевская область)
Егоровка (укр. Єгорівка) — село в Братском районе Николаевской области Украины.
Население по переписи 2001 года составляло 19 человек. Почтовый индекс — 55460. Телефонный код — 5131. Занимает площадь 0,106 км².

## Местный совет
55460, Николаевская обл., Братский р-н, с. Николаевка, ул. Гамазина, 1